# Ada (nombre)
Ada es un nombre femenino. En su forma original es de origen germánico, a partir de la raíz adel que significa: "noble" y aparece en compuestos como Adelaida, Adela o el masculino Aldo. Coincide parcialmente con nombres de otro origen, como el hebreo Adah (עָדָה), "ornamento" y el griego, o cario, Ada (Ἄδα) de significado incierto pero atestiguado en Ada, sátrapa de Caria.
En otros pueblos aparecen homónimos: Ada entre los Igbo de Nigeria, es nombre femenino con el sentido de "primogénita" o simplemente "hija". En turco, Ada significa "isla" y en 2016 fue el décimo nombre de niña más usado en Turquía.
El nombre fue introducido desde el alemán al inglés en el siglo XVIII llegando a ser bastante popular en el siglo XIX, por influencia del inglés se hizo popular en otros países de Europa y América. A finales del siglo XIX y comienzos del XX fue uno de los cien nombres femeninos más usados en los Estados Unidos.

## Personajes célebres
- Ada de Caria (fl. 377–326 aC), sátrapa de Caria
- Santa Ada de Le Mans (siglo VII), monja y abadesa francesa.
- Ada de Warenne (1120-1178), noble anglo-normanda, esposa de Enrique de Escocia, conde de Northumbria y de Huntingdon.
- Ada de Holanda (1188-1223), condesa de Holanda.
- Ada Lovelace, matemática y escritora del siglo XIX, considerada una de las primeras mujeres programadoras de la historia.[10]

## Personajes ficticios
- Ada Wong, personaje recurrente en la saga de videojuegos Resident Evil.